# The Tail of Thomas Kat
The Tail of Thomas Kat è un cortometraggio d'animazione del 1917 di Pat Sullivan.

## Trama
Il corto racconta delle avventure di un gatto  e della sua coda autonoma che si stacca e attacca a suo piacimento dal corpo.

## Pubblicazione
Il corto uscì nelle sale statunitensi distribuito dalla Società Universal Manufacturing Film il 3 marzo del 1917 alcuni indicano il 18 marzo.

## Curiosità
Dai sostenitori di Pat Sullivan sulla controversia con Otto Messmer sulla paternità di Felix the cat ,il gatto del corto è considerato un prototipo di Sullivan per Felix.